# Пирамида на Усеркаф
Пирамидата Усеркаф е гробница на първия фараон от пета династия. Разположена е в Сакара, на североизток от пирамидата на Джосер.
За първи път е описана и изследвана от Джон Перинг през 1839 г. През 1928 г. Cecil Mallaby Firth изказва предположение, че тази пирамида принадлежи на Усеркаф. В сравнение с пирамидите на фараоните от четвърта династия, тази се е съхранила много лошо. Възможна причина за това е, че е била построена с по-прости строителни технологии. Трябва да се отбележи, че тенденцията към опростяване на методите на строителството започва да се наблюдава още при фараона от четвърта династия Шепсескаф, чийто погребален комплекс също се намира в Сакара.

## Изследване
Карл Лепсиус включва данни за пирамидата в своя Списък на пирамидите под номер XXXI и я описва. През 1831 г. италианския египтолог Orazio Marucchi открива вход към пирамидата, който е разположен от северната ѝ страна. Единственият на когото се удава да изследва и опише погребалните помещения в пирамидата е Джон Перинг. През 1839 г. той прониква в пирамидата по тунели, прокопани от древни грабители. Джон Перинг не знае на кого принадлежи пирамидата и погрешно предполага, че е на фараона от пета династия Джедкара Исеси. След изследването на Перинг достъпа до вътрешността на пирамидата става невъзможен, поради падането на стените на коридорите. През 1028 г. Cecil Mallaby Firth успява с пълна увереност да посочи строителя на тази пирамида — Усеркаф. След смъртта му през 1831 г. пирамидата остава без внимание за известно време, докато през 1948 г. изследванията не са възобновени от Жан-Филип Лауер. Работата на Лауер продължава до 1955 г.
През 1991 г. в резултат на земетресение входът на пирамидата се оказва напълно блокиран.
- Видът на погребалния комплекс на Усеркаф, въз основа на изследвания на Жан-Филип Лауер и Audran Labrousse.
- Погребалните комплекси на Усеркаф и съпругата му Неферхетепес.
- Реконструкция на погребалния комплекс на Неферхетепес.
- Реконструкция на погребалния комплекс на Усеркаф.